# Tuxpan
För andra betydelser, se Tuxpan (olika betydelser).
Tuxpan eller Túxpam (egentligen Túxpam de Rodríguez Cano) är en stad och en kommun i delstaten Veracruz i Mexiko. Centralorten har 78 523 invånare och hela kommunen 134 394 (2005).
Namnet kommer från nahuatl och betyder "kaninplatsen" (av Tochtli, "kanin" och -pan, "plats").
Staden ligger vid Tuxpanfloden, nära utflödet i Mexikanska golfen. Närheten till Mexico City har gjort den till en betydande hamnstad.